# Ryo Kushino
Ryo Kushino (født 3. marts 1979) er en tidligere japansk fodboldspiller.
Han har spillet for flere forskellige klubber i sin karriere, herunder JEF United Chiba og Nagoya Grampus Eight.